# Грета Гуйжаускайте
Грета Гуйжаускайте (лит. Greta Valikonienė (Guižauskaitė); нар. 31 січня 1997) — литовська футболістка та футзалістка, захисниця.

## Клубна кар'єра
На клубному рівні виступала за литовські МФА «Жальгіріс», «Вільнюс ФМ — Амбер», «Вільнюс РЮК», «Утеніс» (Утена) та «Вільнюс». З 2019 по 2020 рік виступала за футзальну команду «Вільнюс ФК ДжЛ Старз».

## Кар'єра в збірній
На міжнародному рівні виступала за футбольну та футзальну збірні Литви. У футболці національної збірної Литви з футболу дебютувала 29 серпня 2015 року в поєдинку Балтійського клубу проти Латвії. Виступала в кваліфікації дівочого чемпіонату Європи (у сезонах 2013 та 2014 рік), кваліфікації молодіжного жіночого чемпіонату Європи (2015 та 2016 рік) та кваліфікації чемпіонату Європи 2022 року.
У футзалі Грета Гуйжаускайте грала за Литву в попередньому раунді чемпіонату Європи 2019 року.